# Мятеж в Испанской Гвинее (1936)
Мятеж в Испанской Гвинее (исп. Sublevación militar de 1936 en la Guinea Española) — вооруженный конфликт за контроль над Испанской Гвинеей во ходе гражданской войны в Испании между республиканцами и националистами, проходивший с сентября по октябрь 1936 года. Националисты первоначально взяли под свой контроль остров Фернандо-По, а затем, после получения подкреплений в октябре, захватили контроль над остальной частью колонии.

## Ход событий
19 сентября 1936 года начальник колониальной гвардии подполковник Луис Серрано Марангес поднял восстание на острове Фернандо-По, островная территория Испанской Гвинеи, свергнув республиканского генерал-губернатора Санчеса Герра в результате бескровного переворота. Следуя приказам Франсиско Франко, Серрано принял на себя обязанности губернатора и ввел военное положение, объявив колонию в состоянии войны. Вице-губернатор Мигель Эрнандес Порсель, проживавший в Бате, материковая территория Рио-Муни, отказался признать Серрано.
23 сентября сторонники мятежников на материковой части колонии, в основном монахи-миссионеры, организовали ополчение и двинулись на Бату. Вице-губернатор Парсель послал против них войска. Две колонны встретились в Командачине, недалеко от реки Экуку, и завязали бой. Республиканцы победили. Лидеры мятежников на материке были изгнаны во Французское Конго, многие оттуда позже переправились на Фернандо-По. Таким образом, колония раскололась между про-националистами на Фернандо-По и республиканцем в Рио-Муни. Республиканцы оказались практически изолированными на материковой части колонии, превратив свой единственный корабль «Фернандо-По» в тюрьму для католических миссионеров и монахинь.
В октябре вспомогательный крейсер националистов «Сьюдад-де-Маон», вооруженный 76-мм и 101-мм орудиями, переправил с Канарских островов на Фернандо-По подкрепления (марокканцы) для националистов. Серрано использовал его для обстрела Баты и стоявшего у пристани «Фернандо По». Республиканские ополченцы на «Фернандо-По» в спешке покинули тонущее судно. На следующий день националисты высадились в Бате и вскоре установили контроль над территорией Рио-Муни. Большинство республиканцев бежало во Французское Конго, некоторые из оставшихся были казнены, а другие депортированы на Канарские острова.